# لقطة ضوئية

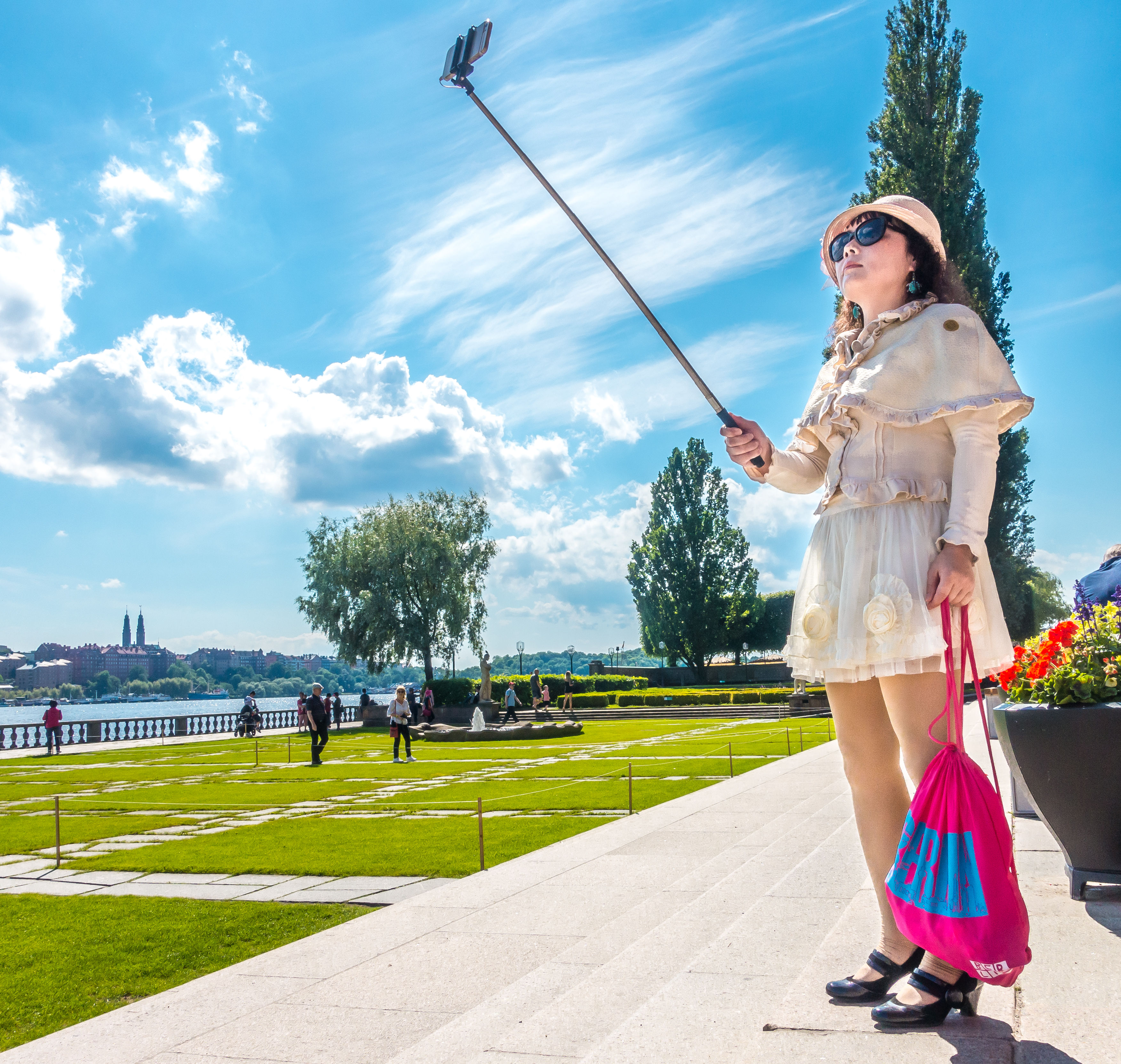
لقطة لسائح يلتقط صورة سيلفي.

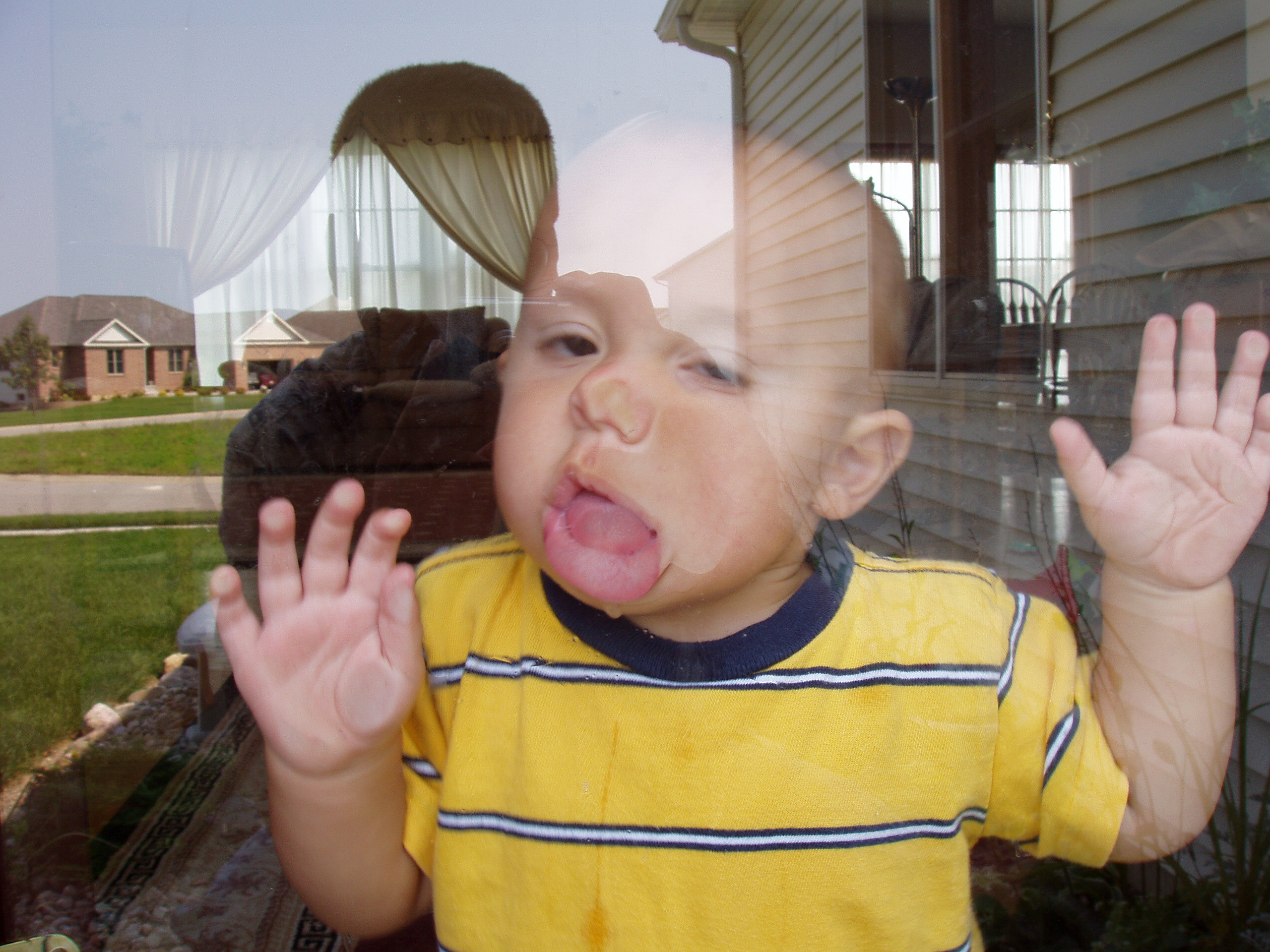
تقدم اللقطات لحظات لا تُنسى في صور غير كاملة. هنا ، يكشف الإنعكاس عن المصور ويدل على وجود علاقة وثيقة ومألوفة بالموضوع.

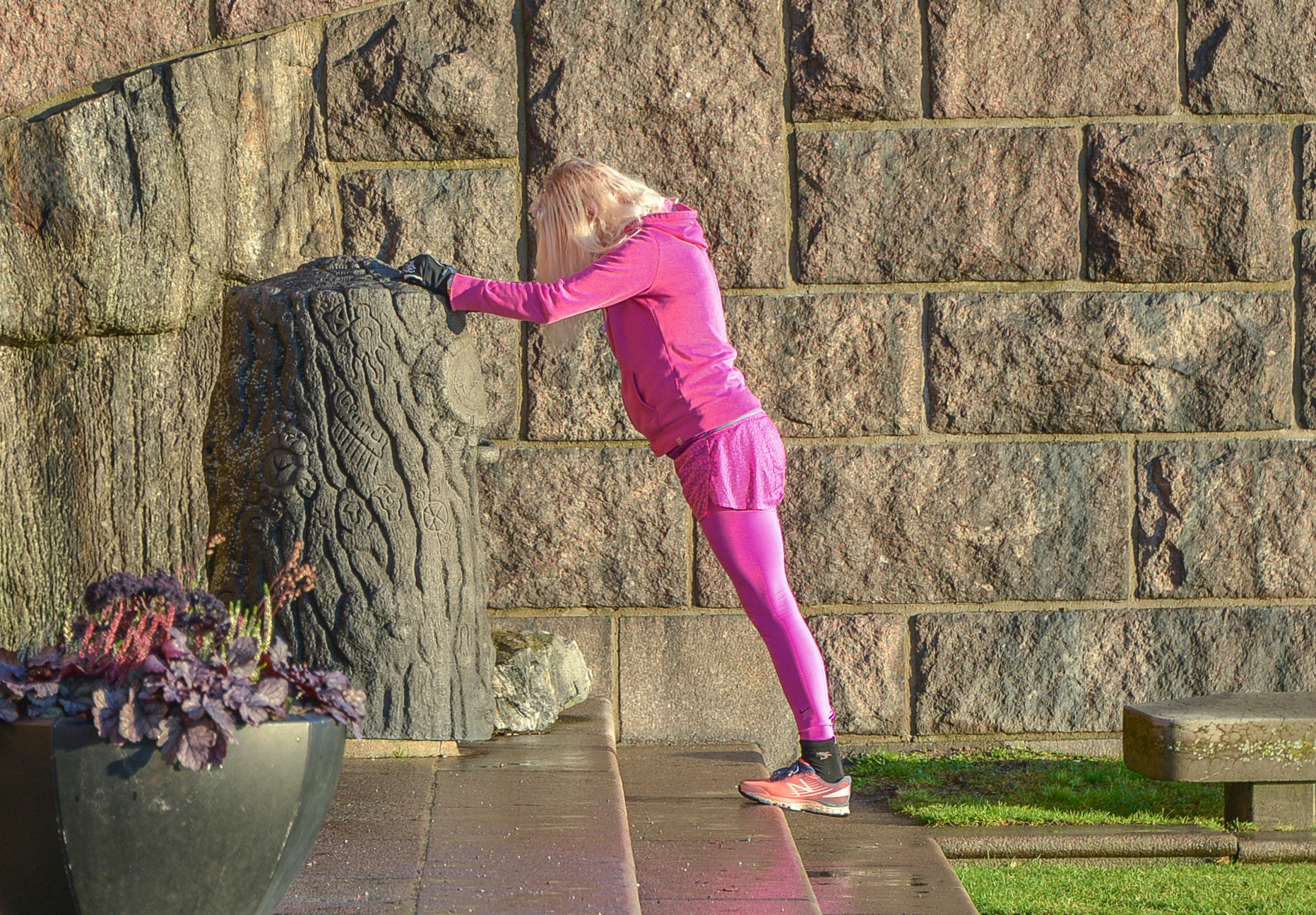
لقطة من تمارين الإطالة.

اللقطة (الإنجلزية: snapshot) هي صورة يتم «التقاطها» تلقائيًا وبسرعة، وغالبًا ما تكون بدون نية فنية أو صحفية، وعادة ما تجري باستخدام كاميرا صغيرة الحجم ورخيصة الثمن نسبيًا.
تشمل مواضيع اللقطة الشائعة أحداث الحياة اليومية، وغالبًا ما تصور أفراد العائلة والأصدقاء والحيوانات الأليفة ولعب الأطفال وحفلات أعياد الميلاد والاحتفالات الأخرى وغروب الشمس ومناطق الجذب السياحي وما شابه.
يمكن أن تكون اللقطات «غير كاملة» من الناحية الفنية أو غير متقنة: مؤطرة بشكل سيئ أو مكونة، أو خارج نطاق التركيز، أو مضاءة بشكل غير لائق بواسطة الفلاش. ساعدت الإعدادات الآلية في الكاميرات الاستهلاكية في الحصول على جودة متوازنة تقنيًا في اللقطات. يمكن أن يكشف استخدام مثل هذه الإعدادات عن عدم وجود خيارات الخبراء التي قد تستلزم مزيدًا من التحكم في نقطة التركيز وعمق المجال الضحل لتحقيق صور أكثر إرضاء من خلال جعل الموضوع بارزًا مقابل خلفية ضبابية.
يمكن اعتبار التصوير الضوئي للقطات هو أنقى أشكال التصوير الضوئي في تزويد الصور بالخصائص التي تميز التصوير الضوئي عن الوسائط المرئية الأخرى - انتشارها في كل مكان ولحظتها وتعددها وإمكانية صدقها.

## تاريخ

### تصوير فوري
عندما تم تقديم التصوير الضوئي في عام 1839، استغرقت أوقات التعرض عدة دقائق. للحصول على صورة واضحة بشكل معقول، لا يمكن حمل الكاميرا باليد ونظر المصور من خلال الجزء الخلفي من الكاميرا تحت قطعة قماش سوداء قبل تحميل لوحة حساسة، بينما كان على أهدافه البقاء ثابتة تمامًا. يمكن استخدام مساند للرأس ومساند للذراعين خاصة، وحتى إذا تمكن الشخص من البقاء مرتاحًا في ظل هذه الظروف، فعليه محاولة إبقاء تعبيرات وجهه قيد الفحص إذا كان يريد أن تظهر ملامحه بشكل صحيح على الصورة. هذا جعل من المستحيل التقاط أي صورة بعفوية. خلال العقود التالية، تم تطوير العديد من أنواع التحسينات وعمليات جديدة ومستحلبات سريعة الحساسية للضوء. بدلاً من إزالة واستبدال غطاء العدسة أو أي غطاء أو شاشة أخرى، بدأ استخدام المصاريع الميكانيكية للتحكم بشكل أفضل في أوقات التعريض الضوئي. مع تطور التصوير الضوئي الفوري، كان المصورون التجريبيون يأملون في التقاط جميع التفاصيل التي ظلت ضبابية أو غامضة في تقنيات التصوير السابقة. أُعتبر التعبير الأكثر طبيعية في البورتريه أولوية، بينما رغب الآخرون في أن يكونوا قادرين على تصوير تفاصيل الجو في المناظر الطبيعية. 
في خمسينيات القرن التاسع عشر، ظهرت أولى الأمثلة على «التصوير الفوري». لم يكن الكثير من الفنانين التشكيليين الطموحين، ولكن المصورين التجاريين الذين يخدمون الجمهور الذي يتخيل في الغالب تنسيقات صغيرة ميسورة التكلفة، مثل صور كابينة التصوير ومشاهد الاستريو. غالبًا ما تعكس الموضوعات الأنشطة الترفيهية الشعبية في ذلك الوقت. نظرًا لأن قضاء الوقت على الشاطئ أصبح هواية مفضلة في الدول الرائدة مثل فرنسا وإنجلترا، فقد أصبحت مناظر شاطئ البحر موضوعًا شائعًا للغاية، كما أن وضوح الأمواج في مثل هذه الصور أوضح التقنيات الفورية المتطورة بشكل جيد للغاية. في البداية، كان الممارسون راضين عما إذا كان بإمكانهم التقاط شيء من أشكال الموجات. كان المنظر شاطئي لزبد البحر في بولوني سور مير من قبل إدموند باكوت مثالًا مبكرًا جدًا، يُفترض أنه تم صنعه في مايو 1850. أظهر الزجاج السلبي التجريبي العديد من الموجات كمنطقة بيضاء غير محددة في صورة ذات تباين عالٍ نسبيًا. عرض جون ديلواين يولين عدة صور فورية مبكرة لشاطئ البحر في لندن عام 1854 وفي معرض يونيفرسيل في باريس عام 1855. وقد لقي ترحيب النقاد بشكل جيدًا، مع تحليل مفصل لمدى جودة تصوير الأمواج. ربما كان يولين من أوائل المتبنين لاستخدام المصراع التلقائي، لكن من غير المؤكد متى بدأ هذه الممارسة. 
كان من المفهوم عمومًا أن أوقات التعرض للتصوير اللحظي هي ثانية واحدة أو أقل، لكن المصطلح يفتقر إلى تعريف محدد وقد يدعي البعض أن صورهم التي تم تعريضها لمدة تصل إلى 30 ثانية يمكن تسميتها فورية.
اكتشف توماس سكيفي أن العدسات الأصغر والصور الأصغر تحتاج إلى أوقات تعريض أصغر وطور كاميرته الصغيرة "Pistolgraph" في عام 1859. وبحلول نهاية العام، ادعى أنه هو وتلاميذه قد إلتقطوا حوالي 500 صورة باستخدام الكاميرا المحمولة باليد المزودة بمصاريع زنبركية. كان من الأفضل مشاهدة "pistolgrams" باستخدام عدسة مكبرة، ولكن كان من الممكن أيضًا إجراء عمليات تكبير (وهي ممارسة غير شائعة في ذلك الوقت)، بمئات المرات من حجم الصورة الأصلية، بدرجة كافية من الحدة. كان مثال «كرومو كريستال» أصلي بحجم الكتيب يصور ثلاثة أطفال موضع إشادة من قِبَل برايتون هيرالد: «إن العين الضحكة الساخرة للحيوان الأليف في المركز تشكل في واقع الأمر انتصاراً ضوئياً، كما أن شخصيات الاثنين الآخرين ملفوفة بشكل واضح على ملامحها».
في عام 1860، كتب جون هيرشل عن «إمكانية التقاط صورة، من خلال لقطة سريعة - لتأمين صورة في عُشر ثانية من الوقت». اعتقد هيرشل أن هذا كان ممكنًا بالفعل في ذلك الوقت، أو سيكون قريبًا. كما اعتبر أن هذا كان على بعد خطوة واحدة فقط من تحقيق الصور المتحركة المجسمة.

### تأثير كوداك
قُدِم مفهوم اللقطة للجمهور بشكل عام بواسطة إيستمان كوداك، التي قدمت كاميرا براوني بوكس في عام 1900. شجعت كوداك العائلات على استخدام البراوني لالتقاط اللحظات في الوقت المناسب والتقاط الصور دون القلق من إنتاج صور مثالية. حثت إعلانات كوداك المستهلكين على «الاحتفال بلحظات حياتك» والعثور على «لحظة كوداك».

### كاميرات بولارويد
طوِرت الكاميرات الفورية، التي من شأنها تظهير الصورة وإصلاحها فور التقاطها، وتسويقها بنجاح بواسطة شركة بولارويد التابعة لشركة إدوين لاند منذ عام 1948. اتبعت العديد من الشركات الأخرى المثال. في ذلك الوقت، كانت معظم الكاميرات الأخرى تنتج صورة سلبية يجب تظيرها وتثبيتها بالمواد الكيميائية، ثم إعادة إنتاجها كمطبوعات مكبرة في غرف مظلمة أو مختبرات.
استخدم العديد من المصورين المحترفين والمخرجين هذه التقنية كاختبار سريع ومواد مرجعية قبل الانخراط في الإنتاج النهائي لعملهم الذي يستغرق وقتًا طويلاً، والذي لا يمكن عرض نتائجه إلا في وقت لاحق. غالبًا ما تركز هذه اللقطة على صور بولارويد
حققت الكاميرات الفورية أيضًا بعض النجاح في السوق الاستهلاكية، ولكنها لم تُستخدم على نطاق واسع من قبل الهواة مثل الأنظمة الأرخص مع لفات الأفلام السلبية.

### لقطة الجمالية
كان الناقد المعماري النمساوي جوزيف أوجوست لوكس من أوائل المُنظرين لجماليات اللقطة، والذي كتب في عام 1908 كتابًا بعنوان Künstlerische Kodakgeheimnisse (الأسرار الفنية لكوداك) دافع فيه عن استخدام كاميرات كوداك مثل براوني. مسترشدًا بالموقف الذي تأثر بالنقد الكاثوليكي للحداثة، جادل بأن سهولة استخدام الكاميرا تعني أن الناس يمكنهم تصوير محيطهم وتوثيقه، وبالتالي إنتاج ما كان يأمل، كان نوعا من الاستقرار في إنحسار وتدفق العالم الحديث..
نشأ مصطلح «لقطة الجمالية» مع اتجاه في التصوير الضوئي للفنون الجميلة في الولايات المتحدة الأمريكية منذ حوالي عام 1963. يتميز النمط عادةً على ما يبدو بموضوع عادي وتأطير خارج المركز. غالبًا ما يُقدم الموضوع دون ارتباط واضح من صورة إلى صورة والاعتماد بدلاً من ذلك على التجاور والفصل بين الصور الفردية.
كان مؤسس الاتجاه الأمريكي روبرت فرانك، مع كتابه للصور، الأمريكيون ، الذي نُشر عام 1958.
رُوِج لنزعة اللقطة بواسطة جون ساركوفسكي، الذي كان رئيس قسم التصوير الضوئي في متحف الفن الحديث من عام 1962 إلى عام 1991، وأصبح رائجًا بشكل خاص من أواخر السبعينيات حتى منتصف الثمانينيات.  . من بين الممارسين البارزين جاري وينوجراند،  نان غولدن،   وولفجانج تيلمانز، مارتن بار، ويليام إغلستون، وتيري ريتشاردسون. على عكس المصورين مثل دبليو يوجين سميث وجوردون باركس، كان هدف هؤلاء المصورين «ليس إصلاح الحياة، ولكن لمعرفة ذلك». قال فرانك «تعبت من الرومانسية، [ . . . ] أردت أن أقدم ما رأيته، نقيًا وبسيطًا.»  أبرز سزاركوفسكي أعمال ديان أربوس ولي فريدلاندر وجاري وينوجراند في معرضه المؤثر «وثائق جديدة» في متحف الفن الحديث في عام 1967،  حيث حدد اتجاهًا جديدًا في التصوير الضوئي: الصور التي يبدو أنها تحتوي على مظهر غير رسمي يشبه اللقطة وكان موضوعه يبدو عاديًا بشكل لافت للنظر.  قال وينوجراند «عندما أصور، أرى الحياة، [ . . . ] هذا ما أتعامل معه. ليس لدي صور في رأسي... لا أقلق بشأن الشكل الذي ستبدو عليه الصورة. تركت ذلك يعتني بنفسه... لا يتعلق الأمر بعمل صورة جميلة. يمكن لأي شخص أن يفعل».
اكتسب المصورون اللاحقون مثل دايدو مورياما وهيروميكس وريان ماكجينلي وميكو ليم وارنيس بالكوس اعترافًا دوليًا بفضل جمالية اللقطة. منذ أوائل التسعينيات، أصبح النمط هو الوضع السائد في تصوير الأزياء، لا سيما في مجلات أزياء الشباب مثل The Face والتصوير الضوئي من هذه الحقبة غالبًا ما يرتبط بما يسمى بمظهر `` الهيروين الأنيق '' (مظهر غالبًا ما يُنظر إليه على أنه قد تأثر خاصة من قبل نان جولدين ).
نشأ المصطلح من افتتان الفنانين بلقطة العامية «الكلاسيكية» بالأبيض والأسود، والتي كانت خصائصها:
1) صُنِعت بكاميرا محمولة باليد حيث لا يمكن لمنظار الرؤية «رؤية» الحواف بسهولة من الإطار، على عكس الكاميرات الرقمية الرخيصة الحديثة المزودة بمعين منظر إلكتروني، ولذا كان لا بد من التركيز على الموضوع.
2) صنعها أناس عاديون يسجلون احتفالات حياتهم والأماكن التي عاشوا وزاروها.

### القرن الحادي والعشرون: التصوير الضوئي باستخدام الكاميرا
يستمر تقليد أتمتة «كاميرا اللقطة» بشكل متزايد مع الكاميرات الرقمية غير المكلفة التي تعمل بنظام التوجيه والتصوير بكاميرا الهواتف التي تعمل على أتمتة الفلاش والتحكم بـ إيزو والتركيز وسرعة الغالق والعديد من الوظائف الأخرى التي تضمن جودة متوازنة في النتائج.
جعلت الهواتف المزودة بكاميرات، التي عادة ما تكون في متناول اليد معظم اليوم، التقاط الصور ومشاركتها ونشرها عبر الإنترنت ممارسة يومية في كل مكان حول العالم.
أصبح التصوير الضوئي بكاميرا الهاتف شكلاً من أشكال الفن في حد ذاته.